# Șinca Nouă
Șinca Nouă – wieś w Rumunii, w okręgu Braszów, w gminie Șinca Nouă. W 2011 roku liczyła 1417 mieszkańców.